# Groot Begijnhof Mechelen

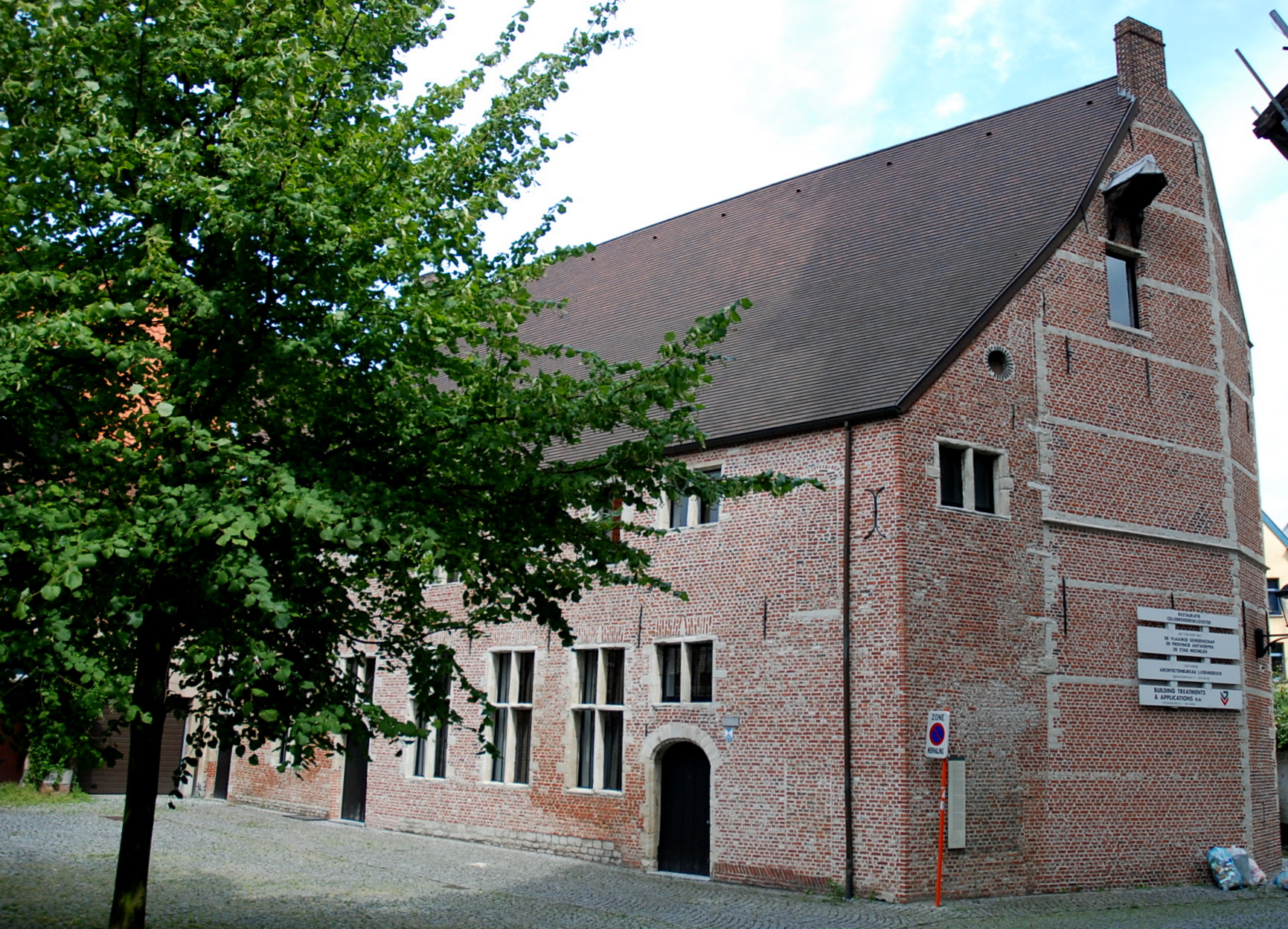
Het Cellenbroedersklooster

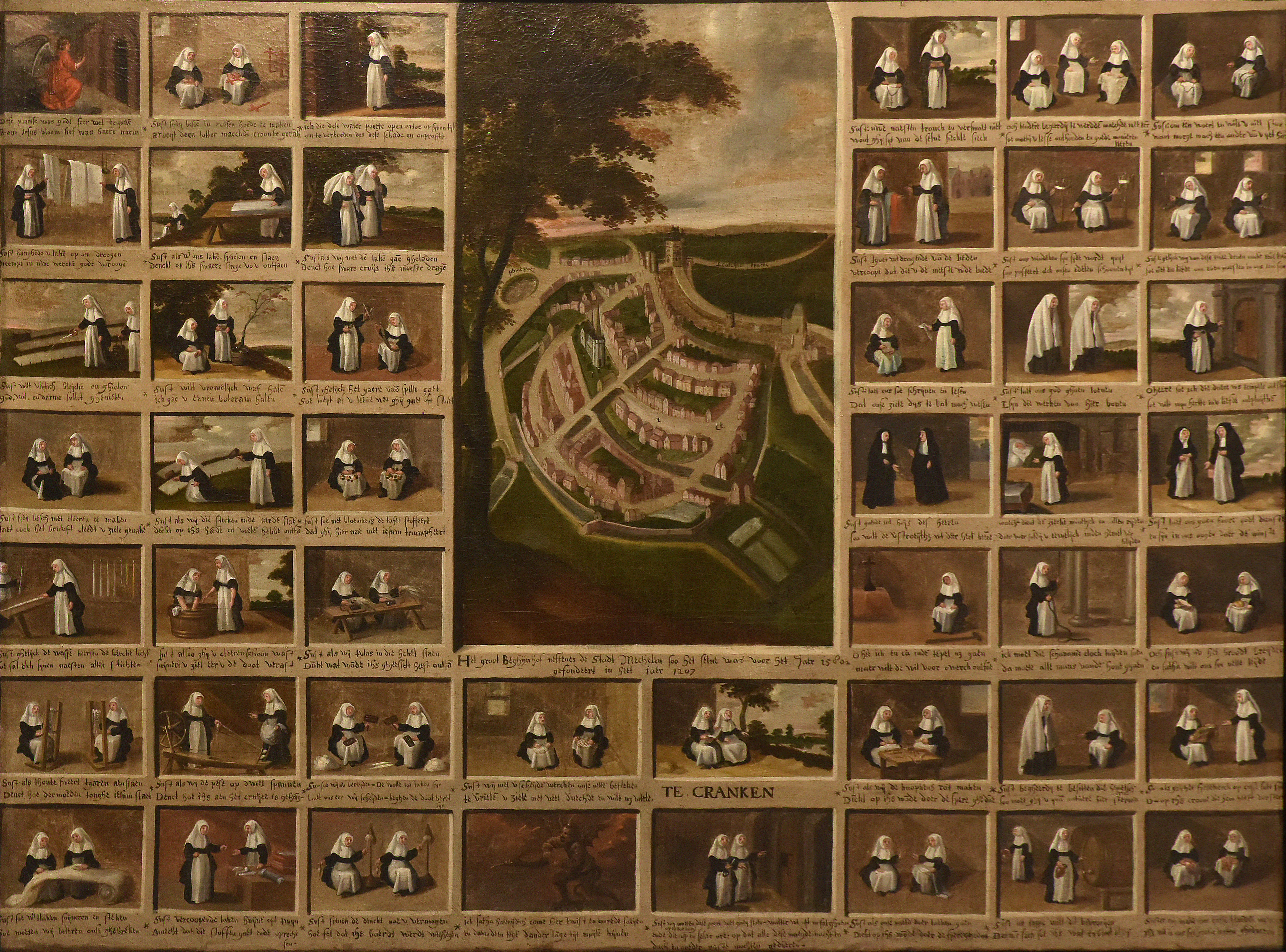
Werkzaamheden van de Mechelse begijnen (1578) in het Museum Hof van Busleyden te Mechelen

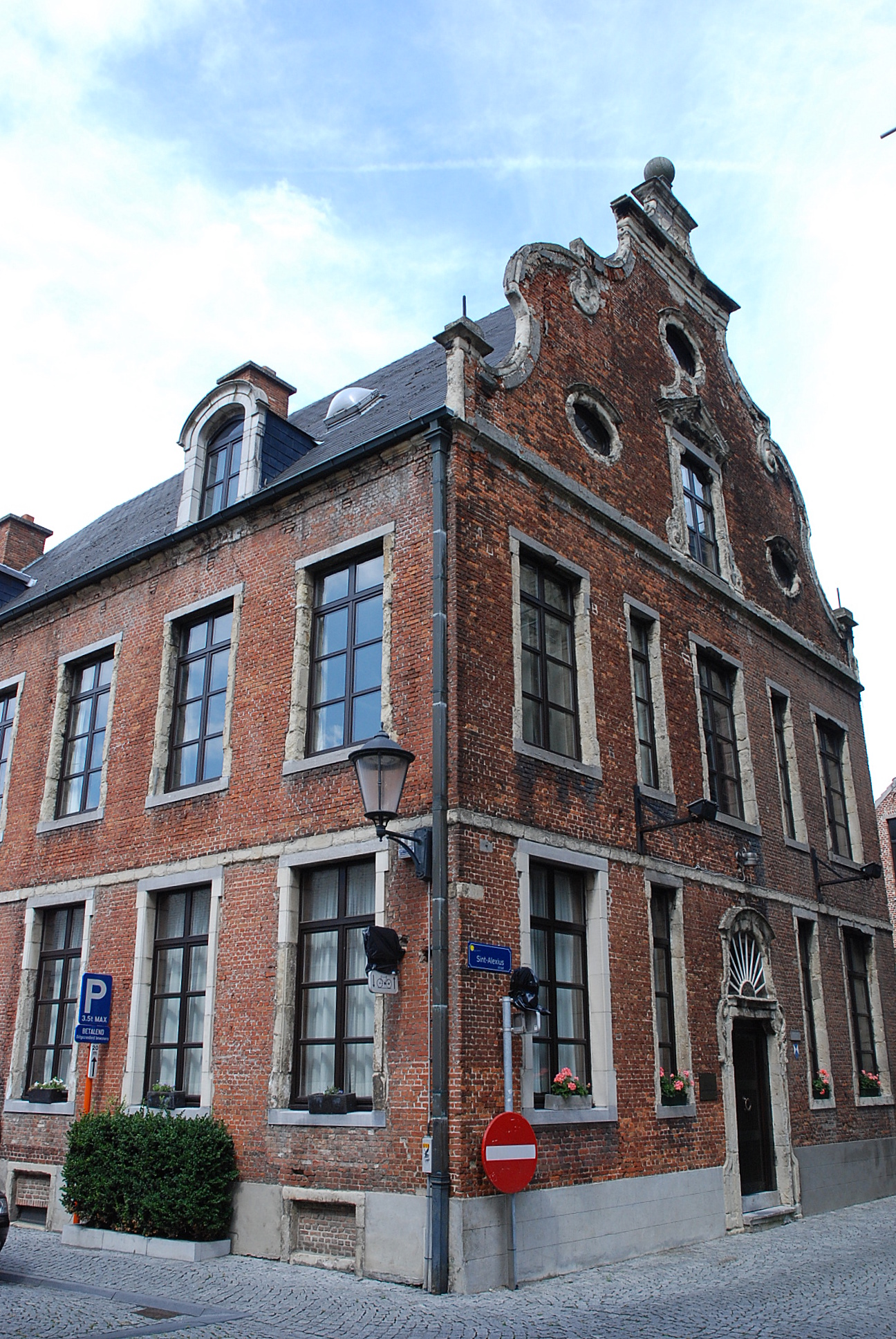
Het Grootmeesteressenhuis

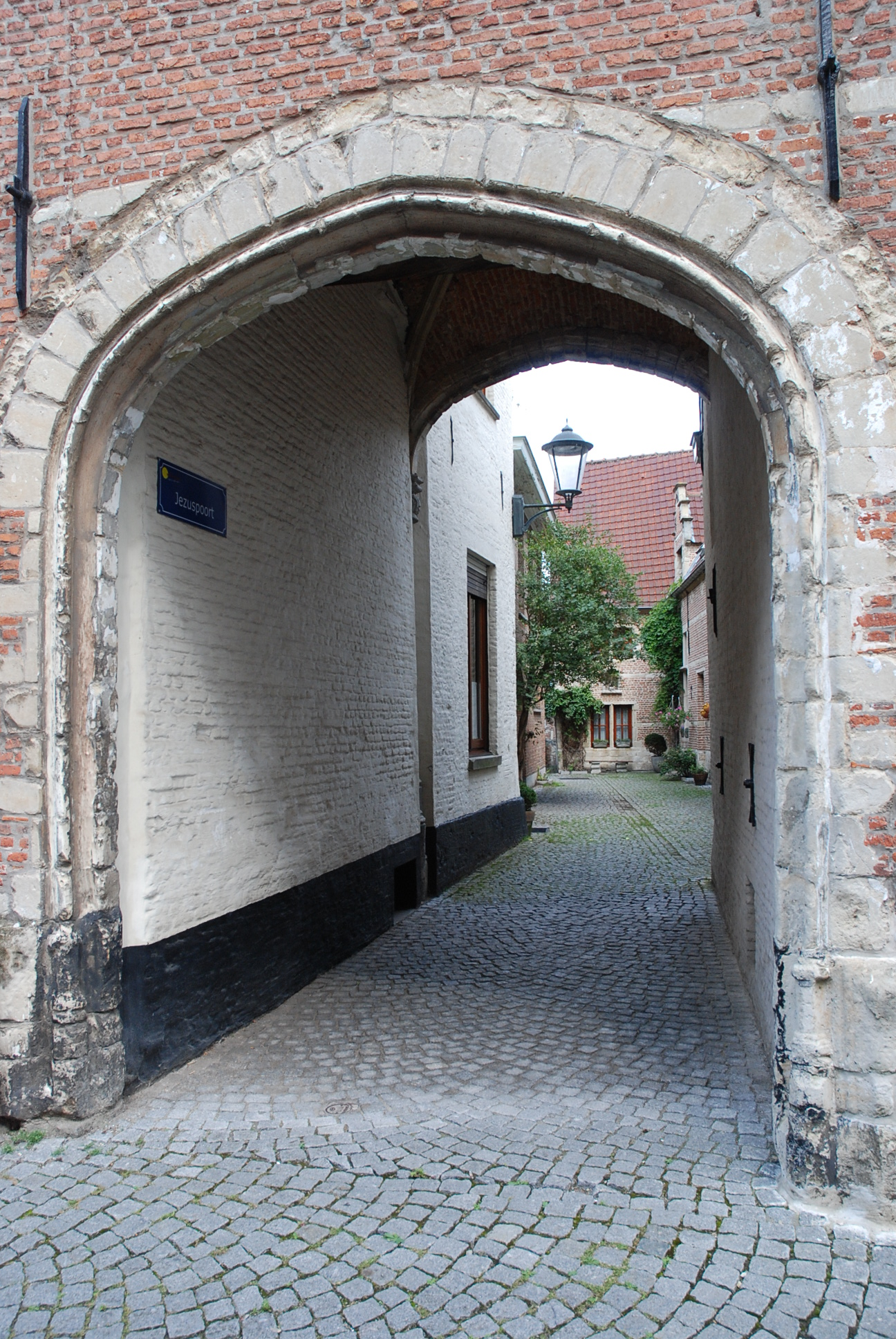
De Jezuspoort

Het Groot Begijnhof van Mechelen is gesticht in de 13e eeuw en sinds het eind van de 16e eeuw gevestigd binnen de stadsmuren.
Het bevat kleine begijnenwoningen, conventen en schilderachtige beluikjes achter kleine poortjes. Het begijnhof is door de UNESCO uitgeroepen tot Werelderfgoed.

## Geschiedenis van het ontstaan
Als gevolg van de hervormingen in de Rooms-Katholieke kerk, op gang gebracht door paus Gregorius VII (1073-1085), ontstond ook in Mechelen een spontane beweging die de terugkeer naar de basis van de kerk volgens de handelingen van de apostelen nastreefde. Deze zogenoemde apostolieken waren voornamelijk vrouwen die oorspronkelijk met de naam “vrome vrouwen” of “heilige vrouwen” werden aangeduid. Naar het einde van de 12e eeuw toe leefden deze vrouwen ongeorganiseerd bij hun ouders, samen in afzonderlijke huizen of gegroepeerd in de stad. Later zouden ze de naam begijnen toegewezen krijgen.
De eerste maal dat deze vrouwen vermeld werden met betrekking tot Mechelen was in de “Chronyke van Mechelen 355 - 1680” (Remmerus Valerius, Mechelen zonder jaartal). Hij geeft aan dat er in het begin van de 13e eeuw enkele begijnen samen huisden in de huidige begijnenstraat, niet ver van het godshuis der rustende priesters. Als datum geeft Remmerus 1207 aan, maar er bestaan geen geschiedkundige bronnen die dat bevestigen.

## Ontstaan van het Klein Begijnhof
Onrechtstreeks krijgt de datum 1207 wel grond van waarheid als men vaststelt dat er een gemeenschap van vrouwen bestond in 1245, voldoende in aantal opdat een priester, Hendrik Surs, belast was met hun geestelijke leiding. Door hun toename in aantal hadden ze ondertussen van de deken een perceel grond gekocht (het huidige Klein Begijnhof achter de Sint-Katelijnekerk) en hierop een kapel gebouwd toegewijd aan de heilige Catharina, met in de buurt de huizen waar zij verbleven. Ze verzorgden verder bejaarde of zieke priesters en hun eigen zieke of zwakke begijnen.
In een oorkonde van 1254 wordt Hendrik Surs vernoemd als kapelaan van het begijnhof.
Zoals op vele plaatsen in Vlaanderen groeide de groep begijnen snel aan, zodat ze in 1259 een verzoekschrift richtten aan de bisschop van Kamerijk met de vraag zich te mogen vestigen buiten de stadswallen op een afgesloten plaats onder toezicht van hun kapelaan. Dit verzoek wordt op 23 juli 1259 toegestaan.

## Oprichting en geschiedenis van het Groot Begijnhof buiten de poorten
In het kort kan men stellen dat in Mechelen-Noord, op de bijna 20 hectare grote plaats tussen de Antwerpse poort en de Dijle, met grote snelheid huizen en een kerk werden opgericht. In 1276 was de kerk, geschonken door de echtgenote van de Heer van Mechelen, Wouter Berthout VI en zijn dochter, voltooid. In 1286 wordt het begijnhof als afzonderlijke parochie erkend.
Het groeide uit tot een ware stad onder impuls van Sophie Berthout die in 1295 de eerste statuten aan het begijnhof gaf. Een oorkonde uit 1370 vernoemt de namen van meer dan honderd huizen en conventen.
Volgens kroniekschrijver Azevedo (Azevedo G.D. de, Korte chronycke der Stadt ende Provincie van Mechelen 420 – 1582, tweede uitgave, Leuven zonder jaartal) hebben in 1467 niet minder dan 900 begijnen Karel de Stoute verwelkomd bij zijn bezoek aan Mechelen.
Het hoogtepunt bereikte het begijnhof rond 1550, er waren toen 1500 begijnen en een honderdtal conventen.
De beeldenstorm in 1566 treft het begijnhof een eerste maal met vele vernielingen. In 1572 plunderen de soldaten en huurlingen van de Hertog van Alva de stad en het begijnhof, er werd brand gesticht in een zeventigtal huizen van het begijnhof. Uiteindelijk werd in 1578 op bevel van de toenmalige beheerder, Pontus de Noyelles, het gehele begijnhof in brand gestoken om te verhinderen dat aanvallers de huizen zouden gebruiken als bescherming bij hun aanval op de stad.

## De oprichting van het huidige begijnhof binnen de stad
Door de vernieling vluchtten de aanwezige begijnen voornamelijk naar Leuven, Brussel en Antwerpen.
Een eerste hergroepering vond plaats in het vroegere Keizershof in de Keizerstraat in 1580. Ondanks de ingebruikneming van de omliggende huizen was er niet genoeg plaats.
De door de kerkelijke overheid genomen beslissingen op het Concilie van Trente (1545 – 1565) verplichtten de kloosterlingen en religieuzen zich binnen de stadsmuren te vestigen. Hoewel de begijnen stikt genomen geen kloosterlingen waren, maar leken, volgden ze die verplichting en konden ze hiervoor, met de steun van koning Filips II, de gronden van de refugie van de abdij van Baudeloo verwerven in 1595.
Tussen 1595 en 1614 kochten de begijnen alle gronden tussen de Antwerpse poort en de Winketbrug langs de stadswallen en achter de huizenrij van de Sint-Katelijnestraat. Het gebied werd afgesloten met een muur en twee toegangspoorten.
In 1629 werd de vroeger opgerichte kleine kapel vervangen door een kerk, de Begijnhofkerk die in 1637 voorlopig met een houten dak afgewerkt werd en in 1647 definitief gewijd werd. De door de Jezuïetenarchitecten Pieter Huyssens en Jacob Franquart in barokstijl ontworpen kerk verleent haar, in deze triomferende bouwstijl als kenmerk van de contrareformatie, een grandioos uitzicht.
De binnenafwerking werd verder verzorgd door de Mechelse beeldhouwer en leerling van Rubens, Lucas Faydherbe, die samen met Jan Van Der Steen en Boeckstuyns het beeldhouwwerk verwezenlijkte. De meer dan 80 schilderwerken waarvan er nu nog meer dan 50 overblijven waren het werk van de schilders Cossiers, Verhoeven, Boeyermans en van Loon, om er maar enkelen te noemen.
De uitbreiding in afwerking van de huizenbouw houdt niet op gestimuleerd door de toenemende belangstelling voor de begijnhoven in de 17e eeuw.
In de 18e eeuw loopt het aantal begijnen terug tot 700 in 1720, 480 in 1750, 300 in 1790 en 265 in 1800. (volgens de bevolkingstellingen)
Tijdens de Frans Revolutie werden de bezittingen van het begijnhof overgemaakt aan de Kommissie der Burgerlijke Gasthuizen en Godshuizen, hoewel het begijnhof geen eigendom was van de kerk. In 1798 werden de poorten afgebroken en werd de kerk openbaar verkocht maar door vrome mensen gekocht om ze later weer aan de begijnen te schenken. In 1804 mocht de pastoor opnieuw mis lezen en in 1814 werd het de begijnen opnieuw toegelaten om hun typische kledij te dragen.
De laatste twee begijntjes in Mechelen zijn hoog bejaard gestorven in de 20e eeuw op het einde van de jaren 80.

## Het begijnhof in de 21e eeuw
Sedert 1998 zijn de Vlaamse begijnhoven ingeschreven op de lijst van het werelderfgoed, waaronder het Groot Begijnhof van Mechelen.
De laatste 40 jaren zijn meer en meer huizen in privébezit gekomen, wat geleid heeft tot restauratie van vele panden en een algemene opwaardering van het gehele begijnhof. Van de kerk is in 2005 het bovendeel van de voorgevel gerestaureerd, de werken zullen worden voortgezet zodra de nodige gelden beschikbaar zijn. Kunsttentoonstellingen, rommelmarkten en een actieve vereniging van de vrienden van het begijnhof, hebben van het begijnhof een gezellige buurt gemaakt.

## Een wandeling door het begijnhof
De mogelijkheid bestaat om via In en Uit te Mechelen een begijnhofwandeling onder leiding van een stadsgids te boeken. Met het stadsplan in de hand kan men vertrekken vanaf de Grote Markt om via de Sint-Katelijnestraat en de Kanunnik de Deckerstraat de Bogaard en het Klein Begijnhof te bereiken, typisch zijn hier de bewaarde poort, de hofjes voor de woningen en de restanten van een waterpomp. De Sint Magdalena kapel staat rechtover de poort.
Langs de Sint-Katelijnekerk en de Moreelstraat kan men de begijnhofkerk en het Groot Begijnhof bereiken. De kerk is toegankelijk alle dagen(behalve maandag) in de namiddag. De rest van het Groot Begijnhof kan bezocht worden door over de kerk het Krankestraatje te nemen. Aan de rechterkant bevindt zich nu een brouwerij, maar was vroeger het ziekenhuis van het begijnhof. Aan het einde neemt men links de Hoviusstraat met in de hoek het prachtige convent van de 10 geboden gesticht in 1620 door aartsbisschop Matthias Hovius. In de Hoviusstraat vindt men de echte begijnhofsfeer terug met de mooie deurlijsten, de ronde ramen boven de deur en hier en daar een heiligenbeeldje en de naam van het vroegere begijnenhuis. Langs het Fonteinstraatje en (links) de Conventstraat komen we in de Nonnenstraat. Bij het nummer 4 kan men via een klein poortje een deel van een binnenhofje bewonderen. Aan de Jesuspoort ziet men onder de poort een gotische kolom als getuige van de overblijfselen van het Hof van Fontes dat zich bij de aankoop in 1595 uitstrekte tot aan de huidige kerk. Deze poort kan tot de meest geschilderde en gefotografeerde gebouwen van Mechelen gerekend worden.
Voorbij de kerk kan men langs de Krommestraat en naar links de Twaalf Apostelenstraat indraaien; het beeldhouwwerk boven huisnummer 13 met het Laatste Avondmaal en de twaalf apostelen geeft aan dat er hier vroeger in een convent twaalf arme begijntjes verbleven. Naar rechts komt men in de Acht Zalighedenstraat, waar vroeger het convent der Achtzaligheden was met acht begijntjes en waar de kunstschilder Albert Geudens (1869 – 1949) gedurende vele jaren verbleef.
Via de Cellebroederstraat (links), de Twaalf Apostelenstraat, de Sint Beggastraat en het Begijnenkerkhof belanden wij bij het pas gerestaureerde Cellebroedersklooster en beëindigen we onze wandeling langs de Moreelstraat in de Sint-Katelijnestraat.